# دانا دریکو
دانا دریکو (انگلیسی: Donna D'Errico؛ زادهٔ ۳۰ مارس ۱۹۶۸) یک هنرپیشه اهل ایالات متحده آمریکا است. 